# Awamori
Awamori (泡盛) je alkoholický nápoj z rýže, vyráběný na japonském ostrově Okinawa. Na rozdíl od sake prochází destilací, obsah alkoholu se pohybuje mezi 25 až 43 procenty. Zápara se připravuje ze speciální dlouhozrnné rýže a naočkuje se houbou kódži (kropidlák rýžový). Ta umožní fermentaci, dodávající nápoji specifickou chuť. Awamori se podává na ledu a se sklenicí vody na zapíjení, někdy se také pije s jasmínovým čajem.
Recept na awamori přivezly na Okinawu obchodní lodě z Thajska v 15. století. Krajovou variantou je hanazake vyráběné na ostrově Jonaguni, které má obsah alkoholu 60 %. Awamori, které leželo déle než tři roky, bývá nazýváno kusu (staré) a bývá vyhledáváno pro jemnou chuť. Jako habušu se označuje druh awamori, do kterého je naložen chřestýšovitý had Trimeresurus flavoviridis.